# TERA
Pour les articles homonymes, voir Tera (homonymie).

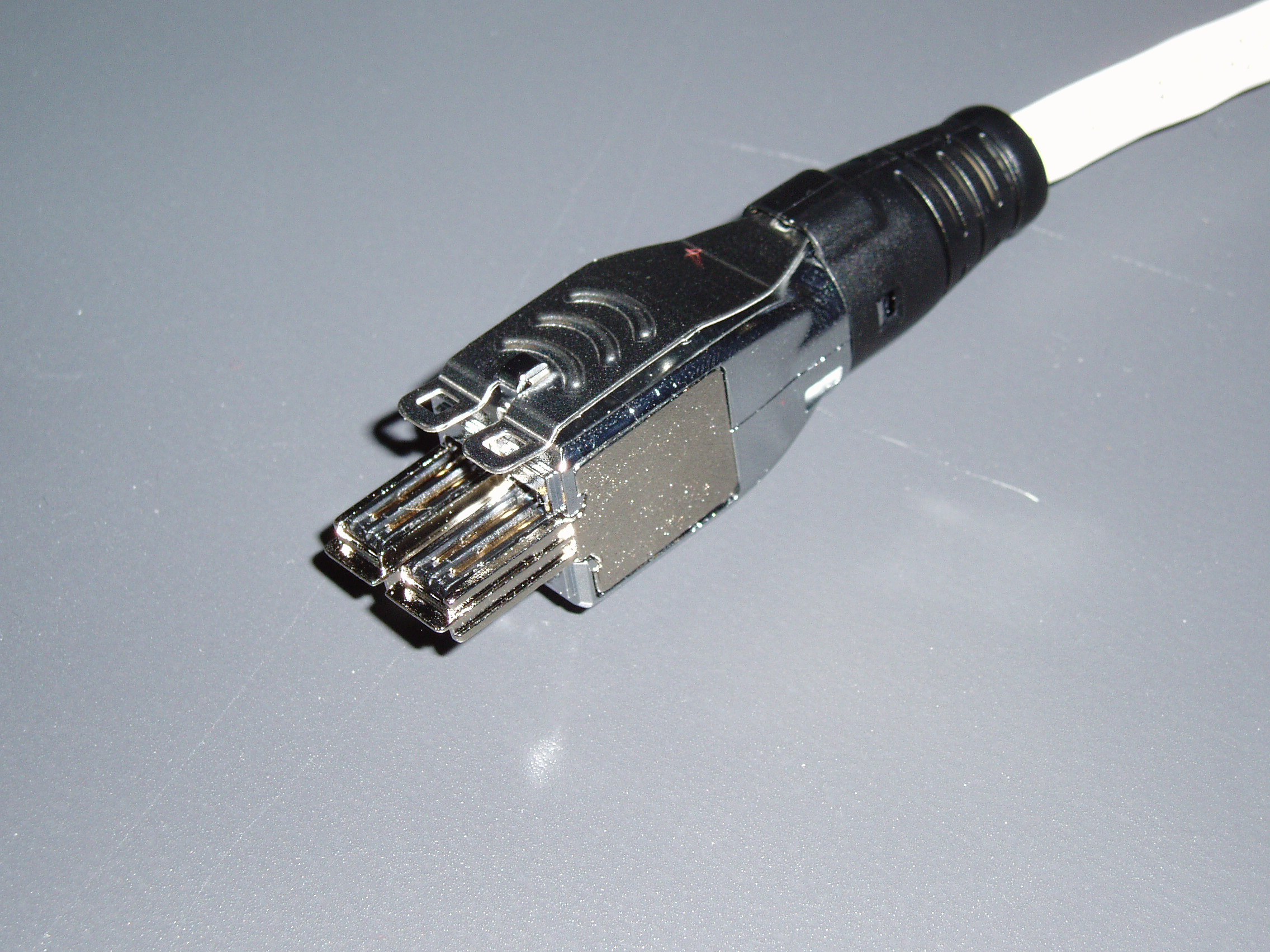
Connecteur TERA

TERA est un connecteur utilisé avec du câble catégorie 7 à paires torsadées blindées. Celui-ci assure une rétrocompatibilité avec une connectique RJ45 de catégorie 6 et inférieure à l'aide d'un cordon TERA/RJ45 .
Ce connecteur a été homologué par la Commission électrotechnique internationale qui a publié la norme CEI 61076-3-104 en 2003. La seconde édition de cette norme ratifiée en 2006 étend la fréquence de transmission de 600 MHz (au-delà de la limite maximale pour un câble CAT 7) à 1 000 MHz. Celle-ci est une réponse à l'amendement en cours[Depuis quand ?] de ratification de la norme ISO/CEI 11801 relative à la classe FA qui permet des vitesses de transmission supérieures[C'est-à-dire ?] à 10 Gbit/s.
Le connecteur TERA permet une bande passante par paire torsadée blindée jusqu'à 1,2 GHz. Il est possible de transporter plusieurs applications en même temps (une application par paire) comme de la vidéo large bande et de la voix.[réf. nécessaire]